# Gomphrena rupestris
Gomphrena rupestris är en amarantväxtart som beskrevs av Christian Gottfried Daniel Nees von Esenbeck. Gomphrena rupestris ingår i släktet klotamaranter, och familjen amarantväxter. Inga underarter finns listade i Catalogue of Life.